# Machine Girl
Machine Girl é um projeto estadunidense de música eletrônica criado em 2013 por Matt Stephenson em Long Island, Nova Iorque. Em 2015, o projeto se tornou um duo, com Stephenson recrutando o percussionista Sean Kelly para tocar bateria ao vivo.

## Estilo e temas
Em uma entrevista com a revista Revolver, Stephenson definiu Machine Girl como "punk eletrônico fodido" e afirmou que eles não gostaram da caracterização como "industrial" por ser "muito gótico, e muito preto e branco" considerando o projeto "muito mais colorido". A Kerrang! listou-os como uma das "bandas que expandem a definição de hardcore", e descreveu o projeto como "uma raça particularmente punk e feroz do subgênero eletrônico breakcore que poderia facilmente passar por hardcore quando eles o reproduzem ao vivo". A Pitchfork definiu seu estilo como "implacavelmente misturando punk, grindcore, rave, industrial e muito mais" e "imprevisível e perigoso, cheio de raiva animalesca e energia incontrolável".
O projeto recebeu o nome do filme japonês de 2008 The Machine Girl.

## Membros
- Matt Stephenson – produção, vocais (2013 — presente)
- Sean Kelly – bateria (2015 — presente)

## Discografia

### Álbuns de estúdio
- WLFGRL (2014)
- Gemini (2015)
- ...Because I'm Young Arrogant and Hate Everything You Stand For (2017)
- The Ugly Art (2018)
- U-Void Synthesizer (2020)
- MG Ultra (2024)

### Extended plays
- Electronic Gimp Music EP (2013)
- 13th Hour EP (2013)
- GRLPWR EP (2013)
- Machine Girl vs Machine Girl (2016)
- SUPERFREQ (2024)

### Compilações
- Phantom Tracks (2015)
- Phantasy Trax™ (2016)
- MG Demo Disc (2020)
- RePorpoised Phantasies (2020)
- Stretch Collection (2020)

### Lançamentos colaborativos
- Machine Girl / Five Star Hotel (2016)
- Shade / Machine Girl - QUARANTINETAPES_vol3 (2020)

### Mixes
- MRK90 Mix Vol. 1 (2017)